# فالرارغوس
فالرارغوس (بالفرنسية: Vallérargues)‏ هي بلدية تقع في فرنسا في Canton of Lussan.[بحاجة لمصدر] يقدر عدد سكانها بـ 133 نسمة ومساحتها 12.73 كم2 وترتفع عن سطح البحر 280 متر.